# Flor de María Pedraza Aguilera
Flor de María Pedraza (Ciudad de México, 21 de agosto de 1977 - León, Guanajuato, 12 de febrero de 2024) fue una política mexicana, que se desempeñó como diputada federal en la LXII Legislatura. 
Originaria de la Delegación Cuauhtémoc, es ingeniera industrial por la Universidad Tecnológica de México y cuenta con un postgrado en Calidad y Productividad. 
Militante del Partido Acción Nacional desde 1996, ha desempeñado varios cargos en el mismo, destaca su nombramiento como primera Secretaria de Acción Juvenil en su delegación en el año 1996, también se ha desempeñado como Consejera Regional del PAN en el Distrito Federal, Consejera Nacional, Secretaria General Adjunta de su partido en el Distrito Federal y candidata a la Asamblea Legislativa por el principio de representación proporcional en 2009.
Dentro de la administración pública federal fue titular de la subdirección de Vinculación en la Dirección General de Políticas Sociales de SEDESOL. En 2012, fue postulada como candidata a diputada federal por la Cuarta Circunscripción, siendo electa tras el proceso electoral de julio y tomando protesta del cargo el 1 de septiembre del mismo año. 
Fue presidenta del Comité del Centro de Estudios para el Adelanto de las Mujeres y la Equidad de Género, así como Secretaria de la Comisión del Deporte e integrante de las comisiones del Distrito Federal y de Igualdad de Género. Murió en León, Guanajuato, el 12 de febrero de 2024.
- Datos: Q16216715